# 女校風雲之邪教入侵
《女校風雲之邪教入侵》 是於1992年上映的香港電影，導演為孙仲，由周慧敏、吳家麗、劉青雲、黃秋生和吳孟達主演。
電影以邪教入侵校園事件道出1990年代初香港人在面臨未來香港社會之驚慌和軟弱，片中不時帶過香港回歸、香港移民潮及政治洗腦等社會問題。

## 劇情簡介
女學生 Maggie 離奇被殺，社工周文傑懷疑 Maggie 之死與邪教有關，遂與姓張的「宗教博士」進行調查。傑與博士成功混入邪教後，赫然遇見 Maggie 生前好友 May。原來 May 為 Maggie 之死而傷心過度，並被邪教中人文瑛乘機誘騙 May 入會，意志薄弱的 May 漸被教主洗腦和控制。
傑與博士決意救出 May，惜其行動被教主發現。教主遂下令追殺二人，博士終被殺。另外，教主為將傑置諸死地，先以 May 引其出現，但傑為救 May 還隻身赴會，並血戰邪教。教主在危急情況下，命 May 槍殺傑......

## 外部連結
- 開眼電影網上《女校風雲之邪教入侵》的資料（繁體中文）
- 香港影庫上《女校風雲之邪教入侵》的資料（繁體中文）
- 时光网上《女校風雲之邪教入侵》的資料（简体中文）
- 豆瓣电影上《女校風雲之邪教入侵》的資料 （简体中文）
- AllMovie上《女校風雲之邪教入侵》的资料（英文）
- 互联网电影数据库（IMDb）上《女校風雲之邪教入侵》的资料（英文）